# 埃德蒙·查尔斯·热内
埃德蒙-查尔斯-热内（法語：Edmond-Charles Genêt）（1763年1月8日—1834年7月14日），又被称为：“公民热内”，是法国大革命期间由吉伦特派政府任命的法国驻美国特使。他到达美国后鼓吹法国大革命，并到处呼吁美国支持法国共同对抗反法同盟，而危害到美国对欧洲的中立外交政策，导致了一场重大国际事件，被称为 "热内事件"。由于他的行为，乔治·华盛顿总统要求法国政府将他召回国。后来雅各宾派取代了吉伦特派政府，并发出了对他的逮捕令。由于担心自己的生命安全，热内要求在美国避难，并得到了华盛顿的批准。之后，热内就留在了美国生活直到去世。历史学家卡罗尔-伯金认为，热内事件增强了美国总统的地位，并加强了美国总统在处理外交事务方面所发挥的作用。

## 早期生活
热内1763年出生于凡尔赛。他是法国公务员埃德蒙-雅克-热内（Edmond Jacques Genêt，1726-1781）的第九个孩子，也是最后一个孩子，他是外交部的一名首席办事员。老热内在七年战争期间为法国分析和提供了英国的海军情报和军力，美国独立战争期间，他一直追踪观察战争的进展。热内的长姐亨利特·坎潘，是一名教育家和作家。法国元帅米歇尔·内伊的妻子阿格莱-路易丝-奥吉（Aglaé-Louise Auguié，1782-1854）是热内的侄女。热内本人是个神童，12岁时就能掌握法语、英语、意大利语、拉丁语、瑞典语、希腊语和德语。

## 外交职业生涯
热内18岁时被任命为宫廷翻译，1788年他被派往法国驻圣彼得堡担任大使一职。法国大革命爆发后，受其影响，热内对旧制度产生了不满，他不仅鄙视法国的君主制，而且鄙视所有的君主制，包括凯瑟琳大帝统治下的沙皇俄国。1792年，凯瑟琳宣布热内为不受欢迎的人，称他的存在 "不仅是多余的，甚至是不可容忍的"。同年，吉伦特派在法国上台，并任命热内为驻美公使。

### 热内事件
1793年埃德蒙·查尔斯·热内被派往美国，他的外交任务是促使美国与法国结盟以对抗英国等国的反法同盟。
4月8日，热内乘坐法国护卫舰Embuscade号抵达南卡罗来纳州的查尔斯顿。到达美国后的热内没有马上前往当时的首都费城，向美国总统乔治·华盛顿递交国书，而是留在了南卡罗来纳州。在那里，他受到查尔斯顿人民的热情欢迎，为他举办了一系列的欢迎集会。
热内在南卡罗来纳州的目标是招募和武装美国民兵，让他们加入法国对英国的作战。他总共雇佣了四艘走私船，包括 "共和 "号、"反乔治 "号、"圣库洛特 "号和 "公民热内 "号。热内与法国领事米歇尔·安格·伯纳德·曼古里特合作，组织美国志愿者在佛罗里达与英国的盟友西班牙作战。在组建了一支民兵队伍后，热内特向费城出发，沿途停留多个地方，呼吁支持法国的革命事业，5月16日抵达费城后，受到了民主共和党坦慕尼协会的接待，但热内的活动遭到了华盛顿总统的谴责。
他的行为危及到美国在英法战争中的中立地位，而华盛顿在4月22日的《中立宣言》中已经宣布了美国的中立立场。当热内与华盛顿会面时，他要求暂停美国的中立地位以支持法国的事业。当国务卿托马斯·杰斐逊拒绝并告知他的行动不可接受时，热内为此提出了抗议 。与此同时，热内特的私募船捕获了英国船只，而他组建的民兵正准备对西班牙人采取行动。
热内到任后继续违抗美国政府的意愿，捕获英国船只并将其重新武装私募船。华盛顿根据杰斐逊和汉密尔顿的建议，给热内特发了一封抗议信。但是热内依然我行我素，于是华盛顿总统和他的内阁要求法国召回公使热内。
1794年1月，雅各宾派在法国掌权，对热内发出了逮捕令。热内特知道如果回到法国，他自己很可能会被送上断头台，于是向华盛顿提出了庇护请求。亚历山大·汉密尔顿虽然是华盛顿政府内阁中最强烈反对热内的人，但此时他却说服华盛顿给予热内在美国的庇护。

## 晚年生活
热内获得美国的庇护后，搬到了纽约州。1794年，热内与纽约州长乔治·克林顿的女儿科内莉亚·塔彭·克林顿（1774-1810）结婚。热内特住在位于纽约州东格林布什毗邻哈德逊河的一个农场，过着田园绅士的生活，他和科内莉亚共有五个子女。科内莉亚于1810年去世后，热内又和美国第一任邮政局长塞缪尔·奥斯古德（Samuel Osgood）的女儿玛莎·布兰登·奥斯古德（1787-1853）于1814年7月31日再婚，并生有五个男孩。
热内本人于1834年7月14日去世，埋葬在格林布什改革派教堂。